# Jean du Largez
Jean du Largez (né à Botlézan, mort le 6 novembre 1533) fut abbé de l'abbaye Notre-Dame de Daoulas de 1502 à 1519, puis successivement évêque suffragant de Cornouaille et de Vannes.

## Biographie
Jean du Largez est originaire de Botlézan dans le diocèse de Tréguier. Il est le fils de Philippe du Largez et d'Amice de Coatuant. Il devient abbé de l'abbaye Notre-Dame de Daoulas en 1502. Le 8 juin 1505, il est nommé avec une pension de 200 livres « évêque suffragant » de Cornouaille afin d'exercer les fonctions épiscopales pour le compte de Claude de Rohan, l'évêque en titre depuis 1501, qui, du fait de son incapacité, ne sera sacré que le 6 avril 1510 et ne prendra officiellement possession de son siège que le 6 juin 1518. Jean du Largez reçoit également en dédommagement le bénéfice ecclésiastique de la cure de Glomel dans le diocèse de Quimper.
De la même manière, il exerce encore cette fonction d'« évêque suffragant », c'est-à-dire en fait de coadjuteur, pour le compte des évêques commendataires qui se succèdent dans le diocèse de Vannes depuis 1476. Il reçoit en 1511-1512 le titre ambigu d'évêque da Vennes en latin d'Avennencis ou d'Avenetensis qui a été interprété de façons erronées et fait croire qu'il avait reçu le titre hypothétique d'« évêque d'Avesnes », voire celui d'évéque in partibus d'Avenne en Thrace qu'il porte jusqu'à sa mort.
Il se démet de son abbaye de Daoulas en 1519 et meurt le 6 novembre 1533, comme en témoignait la plaque de son tombeau qui se trouvait encore en 1645 dans le chœur de l'église abbatiale du côté de l'épître.